# Інтернет-журнал
Інтернет-журна́л (англ. online magazine) — періодичне видання в інтернеті. Може існувати як незалежне видання, або ж як онлайн — версія друкованого журналу. Статті, як правило, публікуються на регулярній основі: щотижня або щомісяця, і в цьому схожі на блоги. Однак на головній сторінці (як, наприклад, у Щоденному журналі) зазвичай розміщені лише заголовки тем, а не надрукований повний текст статей.
Зазвичай вибирається певна тематика: економіка, бізнес, будівництво, дизайн для людей, інтер'єр для життя, декор, флористика, будинок і сім'я, здоров'я, наука, сільське господарство тощо.
Інтернет-журнали можуть як існувати на окремих вебсайтах, так і розсилатися електронною поштою або на CD-дисках. Деякі видавці по закінченню певного періоду записують статті на диск і розсилають звичайною поштою.
Вважається, що перший такий журнал випускався організацією хакерів Cult of the Dead Cow. Їх журнал, що виходить з 1984 року, до цього часу не припинив свого існування. У 1985 році з'явився відомий журнал Phrack, також присвячений взлому телефонних систем і хакінгу.